# Communauté de communes Côte de Penthièvre
Die Communauté de communes Côte de Penthièvre ist ein ehemaliger französischer Gemeindeverband mit der Rechtsform einer Communauté de communes im Département Côtes-d’Armor in der Region Bretagne. Der Gemeindeverband wurde am 15. Dezember 1999 gegründet und bestand aus sechs Gemeinden. Der Verwaltungssitz befand sich im Ort Saint-Alban.

## Historische Entwicklung
Mit Wirkung vom 1. Januar 2017 wurde der Gemeindeverband mit anderen Verbänden fusioniert und damit die Nachfolgeorganisation Communauté de communes Lamballe Terre et Mer gebildet.

## Ehemalige Mitgliedsgemeinden
1. La Bouillie
2. Erquy
3. Planguenoual
4. Pléneuf-Val-André
5. Plurien
6. Saint-Alban